# んちゃ!DEチャ・チャ・チャ
『んちゃ!DEチャ・チャ・チャ』は、森の木児童合唱団のシングル。青木久美子作詞、林哲司作曲。
1994年3月12日に公開されたアニメーション映画『Dr.スランプ アラレちゃん ほよよ!!助けたサメに連れられて…』のエンディングテーマ。カップリング曲には、「ワイワイワールド」が収録されている。
1994年3月21日にシングルCDが発売された。その後発売された「Dr.スランプ アラレちゃん 全曲集」にも収録されている。

## 収録曲
1. んちゃ!DEチャ・チャ・チャ
歌：森の木児童合唱団
作詞：青木久美子　作曲：林哲司 編曲：戸塚修
2. ワイワイワールド
歌：水森亜土
作詞：河岸亜砂 作曲：菊池俊輔　編曲：たかしまあきひこ